# Summertime (Mongo Santamaría)
Summertime è un album dal vivo di Mongo Santamaría, pubblicato dalla Pablo Live Records nel 1980. Il disco fu registrato il 19 luglio 1980 a Montreux in Svizzera.

## Tracce
Lato A
1. Virtue – 7:30 (Alfonse Mouzon)
2. Afro Blue – 14:30 (Mongo Santamaría)

Lato B
1. Summertime – 11:40 (George Gershwin, Ira Gershwin, Du Bose Heyward)
2. Mambo Mongo – 9:20 (William Allen)

## Musicisti
- Mongo Santamaría - congas, bongos
- Dizzy Gillespie - tromba
- Toots Thielemans - armonica
- Doug Harris - sassofono tenore, flauto
- Tommy Villariny - tromba, cowbells
- Allen Hoist - flauto alto, sassofono baritono, violoncello
- Milton Hamilton - pianoforte
- Lee Smith - basso
- Steve Berrios - batteria, timbales